# Peter Dubovský
Peter Dubovský (Bratislava, 7 de mayo de 1972-Surat Thani, Tailandia, 23 de junio de 2000) fue un futbolista eslovaco.

## Trayectoria
Formado en el FK Vinohrady Bratislava, en 1989 inició su carrera profesional en otro club de su ciudad natal, el Slovan Bratislava, donde sería campeón de liga en 1992.
Desde joven Dubovský se destacó como uno de los jugadores más prometedores del fútbol eslovaco. A los 19 años debutó con la selección absoluta de Checoslovaquia. En 1993, con sólo 21 años, fue elegido mejor futbolista eslovaco del año. Ese mismo año, el Real Madrid lo fichó como un jugador de futuro. Con el club blanco conquistó el campeonato de Liga en la temporada 1994/95, aunque el eslovaco sólo estuvo en la alineación en cinco partidos. Descartado al término de esa temporada, el verano de 1995 recaló en el Real Oviedo, club al que defendió durante cinco temporadas y donde vivió sus mejores años profesionales hasta su muerte. Con el conjunto asturiano jugó 120 partidos en Primera División y anotó 17 goles.

## Selección nacional
Con la selección nacional absoluta de Checoslovaquia fue internacional en 14 partidos, en los que consiguió seis goles. Tras la escisión del país en 1993, defendió los colores de Eslovaquia en 33 partidos, en los que anotó doce goles. En el momento de su muerte era el máximo goleador de la historia de su selección (récord posteriormente superado por Szilárd Németh).

## Clubes
| Club              | País       | Año         |
| ----------------- | ---------- | ----------- |
| Slovan Bratislava | Eslovaquia | 1989-1993   |
| Real Madrid       | España     | 1993-1995   |
| Real Oviedo       | España     | 1995-2000 † |

## Fallecimiento
Dubovský murió el 23 de junio de 2000, con 28 años de edad, como consecuencia de las graves lesiones que se produjo al sufrir un accidente cuando visitaba las cataratas de la turística isla tailandesa de Ko Samui.
El Real Oviedo retiró durante un tiempo el dorsal con el número 10 a modo de homenaje, y siempre ha sido recordado emotivamente en el Estadio Carlos Tartiere.
En su memoria, desde 2001 la Federación Eslovaca de Fútbol entrega anualmente el premio Peter Dubovský al mejor futbolista sub-21 de Eslovaquia.

## Palmarés

### Campeonatos nacionales
| Título    | Club              | País           | Año  |
| --------- | ----------------- | -------------- | ---- |
| Liga      | Slovan Bratislava | Checoslovaquia | 1992 |
| Supercopa | Real Madrid       | España         | 1993 |
| Liga      | Real Madrid       | España         | 1995 |

### Distinciones individuales
| Distinción                       | Año         |
| -------------------------------- | ----------- |
| Máximo goleador de la Liga Checa | 1992 y 1993 |
| Futbolista Eslovaco del año      | 1993        |